# Martin L. Sweeney

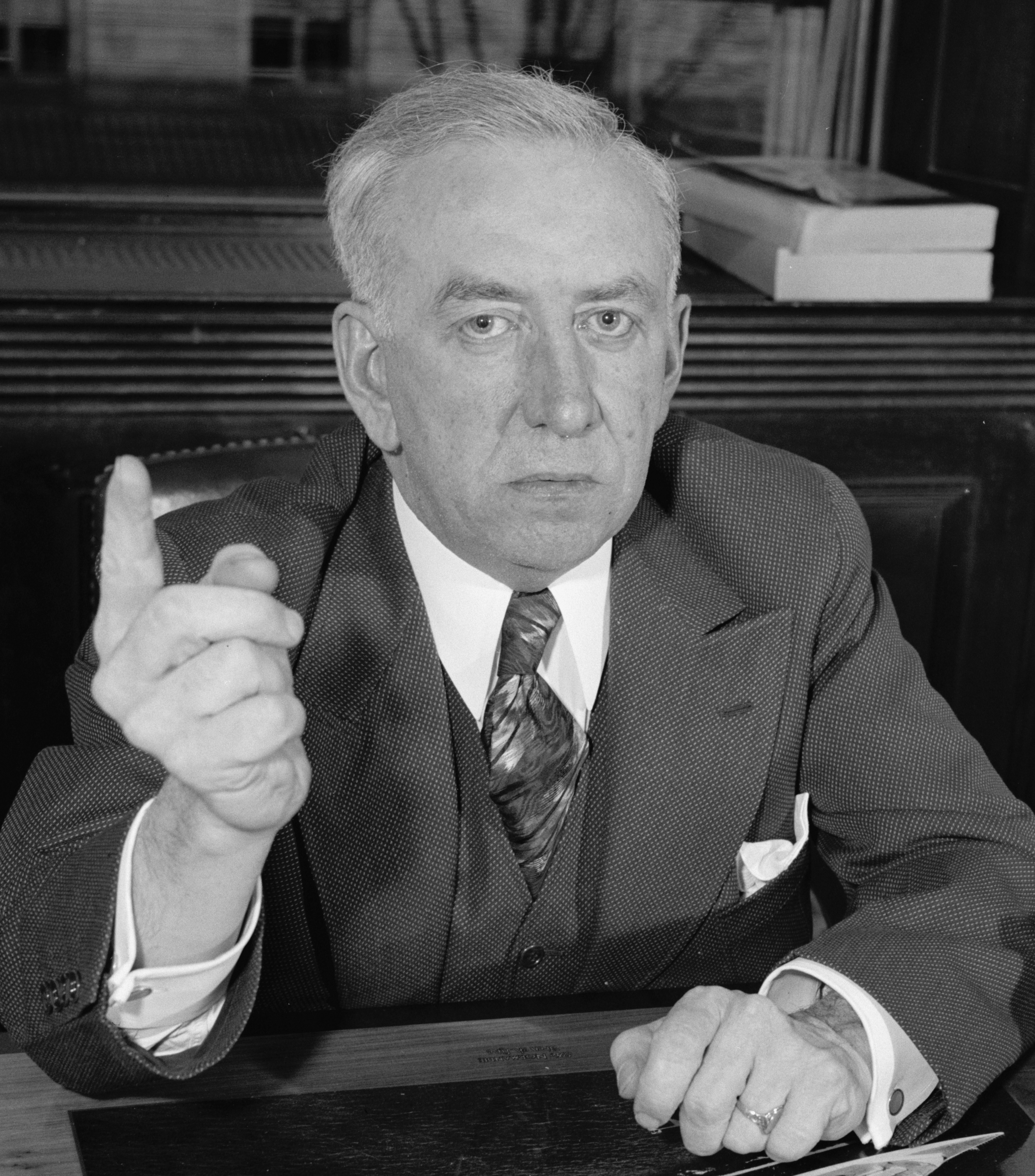
Martin L. Sweeney 1939 in seinem Büro in Washington, D.C.

Martin Leonard Sweeney (* 15. April 1885 in Cleveland, Ohio; † 1. Mai 1960 ebenda) war ein US-amerikanischer Politiker der Demokratischen Partei. Vom 3. November 1931 bis 3. Januar 1943 war er Mitglied des Repräsentantenhauses der Vereinigten Staaten für den 20. Kongressdistrikt des Bundesstaates Ohio.

## Biografie
Martin Sweeney wurde in Cleveland geboren und wuchs dort auf. Die öffentlichen Schulen besuchte er dort ebenfalls. Bevor er politisch aktiv wurde, war er u. a. als Verkäufer tätig. Von 1913 bis 1914 saß er im Repräsentantenhaus von Ohio. 1914 schloss er sein Jura-Studium an der Cleveland State University ab. Er wurde im selben Jahr als Rechtsanwalt zugelassen und nahm seine Tätigkeit in Cleveland auf. Von 1924 bis 1932 stand Sweeney als Richter in Diensten der Stadt Cleveland. 1932 war er Delegierter bei der Democratic National Convention in Chicago. 
In einer Special Election wurde Sweeney 1931 ins US-Repräsentantenhaus gewählt, um die Amtszeit des verstorbenen Charles A. Mooney zu vervollständigen. Bei den nachfolgen regulären Wahlen verteidigte er seinen Sitz. Bei den parteiinternen Vorwahlen zur Kongresswahl 1942 musste er sich seinem Nachfolger Michael A. Feighan geschlagen geben. Er war daraufhin wieder als Rechtsanwalt tätig. 
1960 starb Sweeney in seiner Geburtsstadt. Er wurde auf dem Calvary Cemetery beigesetzt.